# 布西设治局
布西设治局是中华民国前期在今大兴安岭东麓设立的一个设治局。隶属黑龙江省龙江道。

## 历史
1906年（光绪32年），裁撤布特哈副都统，以嫩江为界，分设东路布特哈、西路布特哈，各设总管1人，分别掌管本路所辖各旗事宜。西路布特哈总管衙门驻宜卧奇后屯（今莫力达瓦达斡尔族自治旗尼尔基镇北9公里处宜卧奇村)旧总管衙门处。
1915年于西布特哈总管的正白旗界尼尔吉屯地方分置布西设治局，属黑龙江省。治所即今莫力达瓦达斡尔族自治旗尼尔基镇。西布特哈总管金纯德兼筹设治员，放荒招垦任内丈放县基。其辖境东临嫩江与讷河县作天然界限；西至阿伦河左岸与雅鲁县分界；南至绰尔哈屯迤南与龙江、甘南两县分界；北至甘河右岸与嫩江县分界。
1933年3月，满洲国政府撤销布西设治局：
- 把布西设治局五区、雅鲁县三区和甘南县境金界壕外育和屯一部分置阿荣旗，旗公署驻红花梁子。隶属兴安东分省管辖。后旗公署迁至那吉屯。
- 以额敏河流域设治莫力达瓦旗。旗公署驻布西。
- 额敏河（不含）以北设置巴彦旗。旗公署驻额尔和。1949年4月，巴彦旗并入莫力达瓦旗。
- 1951年4月7日，中央人民政府政务院批准以莫力达瓦旗所属的甘奎、诺敏、多布库尔和喜桂图旗的托扎明4个苏木设置鄂伦春旗，驻小二沟（今诺敏镇），隶属内蒙古自治区呼纳盟。